# Platzbruch
Koordinaten: 52° 1′ 23″ N, 12° 16′ 10″ O
Der Platzbruch ist ein Naturschutzgebiet in der Stadt Zerbst/Anhalt im Landkreis Anhalt-Bitterfeld in Sachsen-Anhalt.
Das Naturschutzgebiet mit dem Kennzeichen NSG 0040 ist 21,76 Hektar groß. Es ist zu Bestandteil des FFH-Gebietes „Obere Nuthe-Läufe“ und vom Landschaftsschutzgebiet „Westfläming“ umgeben. Das Gebiet steht seit dem 1. Mai 1961 unter Schutz (Datum der Verordnung: 30. März 1961). Zuständige untere Naturschutzbehörde ist der Landkreis Anhalt-Bitterfeld.
Das Naturschutzgebiet liegt zwischen den Ortsteilen Grimme, Polenzko und Dobritz der Stadt Zerbst/Anhalt im Naturpark Fläming. Es stellt ein Quellmoor im Quellgebiet eines Nebengewässers der Grimmer Nuthe im Roßlau-Wittenberger Vorfläming und ein naturnahes Laubwaldgebiet unter Schutz. Der Wald ist Teil eines größeren Waldgebietes, das sich in nördliche und östliche Richtung an das Naturschutzgebiet anschließt.
Die moorigen Standorte werden überwiegend von Bruchwaldgesellschaften mit Seggen-Erlen-Birkenbruch mit Schnabel- und Sumpfsegge eingenommen. An die Bruchwaldgesellschaften schließt sich Pfeifengras-Eichen-Birkenwald an. Das Naturschutzgebiet ist u. a. Lebensraum der Waldschnepfe. Botanische Besonderheiten im Naturschutzgebiet sind Vorkommen subatlantischer Arten wie Glockenheide und Königsfarn, die beide häufig anzutreffen sind, sowie seltener auch Buchenfarn und Eichenfarn.
Das Naturschutzgebiet wird in Richtung der Nuthe entwässert. Es grenzt überwiegend an weitere Wälder, nach Süden auch an landwirtschaftliche Nutzflächen.